# Luca Pellegrini (futbolista nacido en 1963)
Luca Pellegrini (Varese, 24 de marzo de 1963) es un exfutbolista italiano que jugaba en la demarcación de defensa.

## Biografía
Hizo su debut como futbolista en 1978 con el Varese Calcio, donde jugó durante dos temporadas y anotando un gol en 26 partidos disputados. Posteriormente se marchó a la UC Sampdoria, club en el que permaneció once años, llegando a ganar la Copa Italia en tres ocasiones, la Recopa de Europa de la UEFA y la Serie A. Luego pasó por el Hellas Verona FC, el Ravenna Calcio y finalmente en el Torino FC, donde colgó las botas en 1995.

## Selección nacional
Pellegrini representó al combinado italiano que disputó los Juegos Olímpicos de Seúl 1988. Llegó a disputar un partido, donde el combinado italiano jugó contra Zambia, perdiendo por 4-0.

### Participaciones en los Juegos Olímpicos
| Mundial                       | Sede          | Resultado     | Partidos | Goles |
| ----------------------------- | ------------- | ------------- | -------- | ----- |
| Juegos Olímpicos de Seúl 1988 | Corea del Sur | Cuarto puesto | 1        | 0     |

## Clubes
| Club             | País   | Año         | Partidos | Goles |
| ---------------- | ------ | ----------- | -------- | ----- |
| Varese Calcio    | Italia | 1978 - 1980 | 26       | 1     |
| UC Sampdoria     | Italia | 1980 - 1991 | 319      | 5     |
| Hellas Verona FC | Italia | 1991 - 1993 | 51       | 0     |
| Ravenna Calcio   | Italia | 1993 - 1994 | 38       | 0     |
| Torino FC        | Italia | 1994 - 1995 | 14       | 0     |

## Palmarés

### Campeonatos nacionales
| Título              | Club         | País   | Año  |
| ------------------- | ------------ | ------ | ---- |
| Serie A             | UC Sampdoria | Italia | 1991 |
| Copa Italia         | UC Sampdoria | Italia | 1985 |
| Copa Italia         | UC Sampdoria | Italia | 1988 |
| Copa Italia         | UC Sampdoria | Italia | 1989 |
| Supercopa de Italia | UC Sampdoria | Italia | 1991 |

### Campeonatos internacionales
| Título                      | Club         | País   | Año  |
| --------------------------- | ------------ | ------ | ---- |
| Recopa de Europa de la UEFA | UC Sampdoria | Italia | 1990 |